# 北野圭介
北野圭介（きたの けいすけ、1963年- ）は、映像研究者、メディア研究者。現在、立命館大学映像学部教授。
大阪府生まれ。ニューヨーク大学大学院映画研究科博士課程中退。ニューヨーク大学大学院では、「オクトーバー」編集委員のアネット・マイケルソンに師事。
ニューヨーク大学非常勤講師、ニュージャージー州立大学ラトガース校、新潟大学人文学部助教授を経て、平成19年（2007年）立命館大学映像学部教授。2006 ― 2008年、表象文化論学会理事。2017年より、立命館大学映像学部学部長。海外では、ロンドン大学バークベックカレッジ、南カリフォルニア大学、台湾交通大学などで招聘講演。国内では、東京大学、東京芸術大学、名古屋大学、情報藝術大学院をはじめ、多くの大学などで講演。
ハリウッド映画研究者としてキャリアをスタートさせるが、現在は、映像理論、メディア研究者としての活動が主である。現代芸術批評、メディアアート批評、演劇批評など多彩な分野での執筆も多く手がけている。近年では、社会哲学や、情報哲学といった分野での著書、論文なども執筆している。ニューマテリアリズムなど２１世紀の新しい思潮に関係する発言や論考も多い。

## 著書
- 『ハリウッド100年史講義 夢の工場から夢の王国へ』平凡社新書、2001、新版2017
- 『日本映画はアメリカでどう観られてきたか』平凡社新書、2005
- 『大人のための「ローマの休日」講義 オードリーはなぜベスパに乗るのか』平凡社新書、2007
- 『映像論序説 〈デジタル/アナログ〉を越えて』人文書院、2009
- 『制御と社会 欲望と権力のテクノロジー』人文書院、2014
- 『ポスト・アートセオリーズ　現代美術の語り方』人文書院、2021
- 『情報哲学入門』講談社選書メチエ、2024

## 共著
- 「初期映画をめぐる文学的想像力」『メディア文化の権力作用』伊藤守編、せりか書房、2002年
- Media Theory in Japan, edited by Marc Steinberg, Alexander Zahlten, Duke University Press  2016年
- Japanorama Nouveau regard sur la creation contemporaine, Yuko Hasegawa, Yasuo Kobayashi, Yoshitaka Mouri, and etc, Centre Pompidou-Metz  2017年
- 『マテリアル・セオリーズ』人文書院、2018年

## 翻訳
- デイヴィッド・ボードウェル、クリスティン・トンプソン『フィルム・アート 映画芸術入門』飯岡詩朗、板倉史明、北村洋、笹川慶子共訳、名古屋大学出版会 、2007年
- アレクサンダー・R・ギャロウェイ『プロトコル』人文書院 、2017年